# Candyman (álbum)
Candyman es el segundo álbum en solitario del guitarrista y cantante Steve Lukather. Fue una colaboración de músicos que estaban en su mayor parte en la banda de Lukather, Los Lobotomys. Los integrantes de su banda Toto, Simon Phillips y David Paich también participaron, así como David Garfield, John Pêna, Chris Trujillo, Lenny Castro, Klimas Larry, Guía Cargo, Page Richard y Paul Rodgers.

## Historia
Hubo cierta confusión sobre si Candyman era un álbum de Steve Lukather o un álbum de Los Lobotomys. Las copias de las versiones japonesa y estadounidenses de Candyman salieron a la venta con el nombre de Los Lobotomys en lugar de Lukather. Además, la versión de Japón incluye una versión de la canción de Jimi Hendrix "Red House". El lanzamiento europeo del disco se acreditó a Lukather solo.
La canción "Borrowed Time" fue lanzado como sencillo en Europa e incluyó "Red House" como lado B.

## Pistas
| Edición internacional |                              |                                             |          |  |
| N.º                   | Título                       | Escritor(es)                                | Duración |  |
| 1.                    | «Hero with a 1000 Eyes»      | Steve Lukather, David Garfield, Fee Waybill | 6:32     |  |
| 2.                    | «Freedom»                    | Jimi Hendrix                                | 4:09     |  |
| 3.                    | «Extinction Blues»           | Steve Lukather, David Garfield, Fee Waybill | 5:00     |  |
| 4.                    | «Born Yesterday»             | Steve Lukather, David Garfield, Fee Waybill | 7:08     |  |
| 5.                    | «Never Walk Alone»           | Steve Lukather, David Garfield              | 9:43     |  |
| 6.                    | «Party In Simon's Pants»     | Steve Lukather, Simon Phillips              | 5:46     |  |
| 7.                    | «Borrowed Time»              | Steve Lukather, David Garfield, Fee Waybill | 7:21     |  |
| 8.                    | «Never Let Them See You Cry» | Steve Lukather, David Garfield, Fee Waybill | 5:04     |  |
| 9.                    | «Froth»                      | Steve Lukather, David Garfield              | 9:42     |  |
| 10.                   | «The Bomber»                 | Joe Walsh, Vince Guaraldi                   | 5:33     |  |
| 11.                   | «Song For Jeff»              | Steve Lukather, David Garfield              | 7:07     |  |
| 1:12:56               |                              |                                             |          |  |

| Edición japonesa y estadounidense |             |              |          |  |
| N.º                               | Título      | Escritor(es) | Duración |  |
| 12.                               | «Red House» | Jimi Hendrix | 5:07     |  |
| 1:18:03                           |             |              |          |  |

## Músicos
- Steve Lukather: guitarra, voz, coros
- Simon Phillips: batería
- David Garfield: teclados electrónicos y acústicos
- John Peña: bajo
- Chris Trujillo: percusión
- Lenny Castro: percusión
- Larry "Mooth" Klimas: saxo
- Fee Waybill: coros
- Richard Page: coros
- Kevin Curry: coros
- David Paich: órgano en "Never walk alone"
- Paul Rodgers: voz en "Freedom"